# Ombre roventi
Pour plus de détails, voir Fiche technique et Distribution.
Ombre roventi est un film d'épouvante italien réalisé par Mario Caiano et sorti en 1970.
Le film a été tourné à Cinecittà et en extérieur en Égypte. Le film a connu un tournage mouvementé, puisque dans le même temps se déroulait la guerre d'usure dans le conflit israélo-arabe (1967-1970), que des acteurs ont signé peu de temps avant la production (William Berger) et que l'actrice principale a été remplacée par Daniela Giordano au cours du premier jour de tournage.

## Synopsis
Gail Bland, un mannequin de mode, se rend au Caire où elle rencontre un homme mystérieux, Caleb. Bland tombe alors sur une secte de hippies qui vénèrent Osiris et font des sacrifices humains.

## Fiche technique
- Titre original italien : Ombre roventi[1] (litt. « Ombres ardentes »)
- Réalisation : Mario Caiano
- Scénario : Mario Caiano, Fabio Piccioni, Frank Agrama, Enrico Rossetti
- Photographie : Erico Menczer (it)
- Montage : Tatiana Casini Morigi
- Musique : Carlo Savina
- Société de production : Liger Films
- Pays de production :  Italie
- Langue originale : italien
- Format : Couleurs par Technicolor - 2,35:1 - Son mono - 35 mm
- Genre : film d'épouvante
- Durée : 95 minutes
- Date de sortie : 
  - Italie : 1970 (visa délivré le 28 avril 1970)

## Distribution
- Daniela Giordano : Gail Bland
- William Berger : Caleb
- Krista Nell :
- Antonio Cantafora :
- Mirella Pamphili :
- Enzo Maggio :
- Giancarlo Bastianoni :
- Carol Lobravico :

## Production
Le réalisateur Mario Caiano a commencé à travailler sur Ombre roventi juste après son film Liebesvögel. Le film est entré en production sous le titre original Le ombre. Caiano se souvient que le film a eu une production étrange avec des producteurs qui sont demeurés invisibles avant ou après le tournage. Les producteurs avaient promis à Caiano un acteur de renommée internationale pour le film, mais il ne l'a pas eu. William Berger tournait alors Ici Londres… la colombe ne doit pas voler en Égypte et on le contacte pour jouer dans le film,. D'autres membres de la famille de Berger ont rejoint la distribution, notamment sa fille et sa femme Carol Lobravico,.
Ombre roventi est tourné aux studios de Cinecittà à Rome et en extérieurs en Égypte. Daniela Giordano est devenue l'actrice principale au pied levé après que l'actrice vedette ait déserté la production au premier jour de tournage. Caiano assure que cette actrice vedette était Luciana Paluzzi tandis que Giordano insiste sur le fait qu'il s'agissait de Gianna Serra,. Le tournage s'est déroulé pendant la guerre d'usure dans le conflit israélo-arabe, l'Égypte étant en guerre contre Israël depuis la Guerre des Six Jours (1967), ce qui a rendu le tournage difficile. Pendant le tournage dans le désert, l'équipe devait être escortée par des soldats qui éteignaient les lumières en cas de raids aériens israéliens.
Caiano a affirmé qu'il n'avait jamais regardé une version achevée du film et qu'il n'en avait terminé qu'un montage approximatif.

## Exploitation
L'historien du cinéma Roberto Curti a décrit le film comme ayant eu une « trajectoire commerciale troublée ». Le film a été soumis à la Commission de censure italienne le 28 avril 1970 sous le titre Le ombre roventi. La date de sortie du film en Italie n'est pas claire. Le matériel publicitaire du film est daté d'octobre 1970. Le film a été distribué par Icar et a enregistré 69 740 entrées soit 25 525 000 lires italiennes de recettes en Italie.

### Accueil critique
« L'ambiance se veut paranoïaque, sans doute dans la lignée de Rosemary's Baby, et au scénario, Fabio Piccioni (Les Gladiatrices, Le Moment de tuer) déplace le concept de Ira Levin dans un cadre mystérieux, pas loin même parfois de jouer avec la peur de l'étranger (n'acceptez jamais une cigarette venant d'un autochtone sur le marché du Caire !), et en lui ajoutant une fratrie de hippies d'allure pop mais vouant dans le fond un culte démoniaque à Isis et Osiris. [...] Difficile à classer [Ombre roventi fait] l'effet d'un pétard mouillé. »

— Mallox sur psychovision.net